# 馬里烏斯·薩利卡斯
馬里烏斯·薩利卡斯（1983年11月10日—2020年10月31日）是一位立陶宛足球運動員。在場上的位置是中後衛。他曾效力於蘇格蘭足球甲級聯賽球隊格拉斯哥流浪者足球俱樂部。他也代表立陶宛國家足球隊參加比賽。